# Kano (ordinateur)
Pour les articles homonymes, voir Kano.
Le Kano est un kit d'ordinateur Do it yourself basé sur le Raspberry Pi, développé par la société britannique Kano et conçu pour aider les personnes de tous âges à assembler un ordinateur à partir de zéro et d'apprendre les compétences de base de la programmation,. 

## Présentation
Une campagne d'un mois sur le site de l'entreprise américaine de financement participatif Kickstarter lancée en novembre 2013, a recueilli plus de 1,5 million de dollars et a aidé à lancer la production de masse du kit. Le Kano est la première invention d'apprentissage en financement participatif et le quatrième projet de conception le plus financé par Kickstarter. Parmi les donateurs, on compte le cofondateur d'Apple, Steve Wozniak et Yancey Strickler, cofondateur de Kickstarter, qui ont pré-commandé le kit.